# 中居正広のこうして私はやっちゃいました! 神センス☆塩センス!
『中居正広の神センス☆塩センス!!』（なかいまさひろのかみせんすしおせんす!!）とは、フジテレビ系列で2015年から2017年まで不定期放送されていたトークバラエティ番組である。中居正広の冠番組。

## 概要
MCは中居正広が務める。
当番組に出演するゲストは全て「塩センス（＝一般視聴者や周りの人間から批判され叩かれてしまうような応対をしてしまうセンスの持ち主のことでありとあらゆる過去を持っている）」の持ち主である。彼ら・彼女らの話をMCの中居が聞き出し、さらに彼ら・彼女らならではのお悩みに答えていくという番組である。

## 出演者

### MC
- 中居正広
  - 第1回〜第4回は、SMAPのメンバーとして出演。

### アシスタント
- 西山喜久恵（フジテレビアナウンサー） - 第1回
- 田中大貴（フジテレビアナウンサー） - 第2回

## 放送日・ゲスト一覧
| 回数  | 放送日                   | 放送時間（JST） | 放送タイトル                                               | ゲスト | 備考                         |
| ----- | ------------------------ | --------------- | ---------------------------------------------------------- | --- | ---------------------------- |
| 第1回 | 2015年6月22日（月曜日）  | 22:00 - 23:24   | 中居正広のこうして私はやっちゃいました! 神センス☆塩センス! | 石井明美、大久保佳代子（オアシズ）、沢田亜矢子、紫吹淳、芹那、 半井小絵、夏川純、Lina（MAX）、内山麿我、竹山隆範（カンニング）、 杉村太蔵、鈴木拓（ドランクドラゴン）、板東英二 |                              |
| 第2回 | 2015年10月18日（日曜日） | 19:00 - 21:54   | 中居正広の神センス☆塩センス 私はこうしてやっちゃいました!  | アレクサンダー、川崎希、内山麿我、井戸田潤（スピードワゴン）、 熊切あさ美、佐藤仁美、スギちゃん、 鈴木拓（ドランクドラゴン）、芹那、長州力、とにかく明るい安村、 野呂佳代、羽田圭介、相原勇、 竹山隆範（カンニング）、杉田かおる、 博多華丸（博多華丸・大吉）、未唯mie（ピンク・レディー） | 『日曜ファミリア』枠で放送。 |
| 第3回 | 2016年6月20日（月曜日）  | 21:00 - 23:18   | 中居正広の神センス☆塩センス!! あの時どうすりゃよかったの!? | おかずクラブ、鈴木奈々、高橋真麻、田中美佐子、 二階堂ふみ、吉川美代子、ウエンツ瑛士、 梅沢富美男、オードリー、高畑裕太、長嶋一茂 |                              |
| 第4回 | 2016年9月26日（月曜日）  | 21:00 - 23:24   | 中居正広の神センス☆塩センス!! あの時どうすりゃよかったの!? | ウエンツ瑛士、加藤諒、清水宏保、鈴木拓（ドランクドラゴン）、 千秋、二階堂高嗣（kis-My-Ft2）、馬場典子、 ヒロミ、藤田ニコル、三田寛子、吉岡里帆 |                              |
| 第5回 | 2017年4月26日（水曜日）  | 19:00 - 20:54   | 中居正広の神センス☆塩センス!! あの時どうすりゃよかったの!? | 新木優子、石原良純、劇団ひとり、児嶋一哉（アンジャッシュ）、 デヴィ夫人、西村知美、野呂佳代、 水上颯、横澤夏子 【カップ麺のこだわり編】 梅沢富美男、新木優子、大山即席斎、陣内智則、ひかぷぅ                                                                                               |                              |
| 第6回 | 2017年7月10日（月曜日）  | 21:00 - 23:18   | 中居正広の神センス☆塩センス!! あの時どうすりゃよかったの!? | 【第1部】いとうあさこ、大久保佳代子（オアシズ）、亀田興毅、亀田大毅 河北麻友子、鈴木拓（ドランクドラゴン）、藤井隆、宮田俊哉（kis-My-Ft2）、YOU 【第2部】小沢一敬 (スピードワゴン)、滝沢カレン、西上まなみ、バカリズム、ヒロミ                                                             |                              |

## スタッフ
第2弾（2015年10月18日放送）
- 編成企画：加藤達也（フジテレビ）
- 構成：今村クニト、藤本昌平、田中大祐、清山智之、村上洋賢
- TD：稲田晃宏
- SW：高梨正利
- CAM：二宮塁、山口善弘
- VE：千葉研
- VTR：児玉大輔
- MIX：日置小月
- AUD：安藤宗孝
- LD：藤井輝夫
- 美術：矢野浩則、高野一美
- TK：後藤有紀
- メイク：山内聖子
- CG：加藤和博
- 広報：小中ももこ（フジテレビ）
- 編集：永野智也、中澤悠也
- MA：森祥一
- 音効：石川良則、上口昭雄
- 技術協力：ROGUE、PROGRESSO
- 美術協力：CAVIN
- 協力：LUCKY PANDA
- AP：工藤明日香、高橋洋平
- ディレクター：小林正彦（フジテレビ）、山本結城、曽我和隆、水野将仁、岡崎昇平、鈴木大二郎
- 演出：椎葉宏治
- プロデューサー：小池竜二
- 制作協力：リーライダーす
- 制作：フジテレビ